# ユスフ・コネ
ユスフ・コネ（Youssouf Koné、1995年7月5日 - ）は、マリ・バマコ出身のサッカー選手。RWDモレンベーク所属。マリ代表。ポジションはDF。

## 経歴

### クラブ
2014年3月2日、ACアジャクシオ戦でプロデビュー。
2017-18シーズンはじめにリーグ・ドゥのスタッド・ランスに期限付き移籍するが、シーズン中に負傷したため、18試合に出場したのみで早めにローンを切り上げられた。

### 代表歴
2016年9月6日、アフリカネイションズカップ2017予選を戦うA代表に招集され、ベナン戦でデビューを飾った。